# Sitka, Alaska
Orașul și Comitatul Sitka, conform originalului, City and Borough of Sitka este un comitat (borough în engleză) unificat, care se găsește în partea nord-vestică a Insulei Branof din Arhipelagul Alexander din Oceanul Pacific (parte a Alaska Panhandle), din statul Alaska al Statelor Unite ale Americii. Cu o populație estimată la 8.986 în 2005, Sitka este al patrulea oraș al statului Alaska și cel mai mare oraș din Statele Unite după suprafața ocupată.
Numele Sitka (derivat din Sheet’ká, o contractare a unui nume din limba Tlingit, Shee At'iká) semnifică „Oamenii din afara locului Shee,”  Sheet’-ká X'áat'l (adesea simplificat ca Shee) fiind numele din Tlingit pentru Insula Baranof. Uneori localitatea este numită „Sitka-by-the-Sea”.

## Istoric

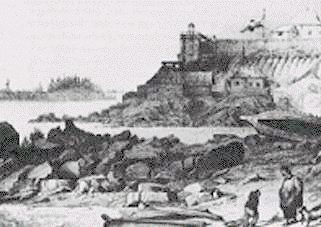
Gajaa Héen (Vechiul Sitka), circa 1827. Noua palisadă în vârful „Castle Hill” (Noow Tlein) care înconjura reședința guvernatorului rus avea trei turnuri de pază, dotate cu 32 de tunuri, pentru apărare în cazul atacurilor populației Tlingit.

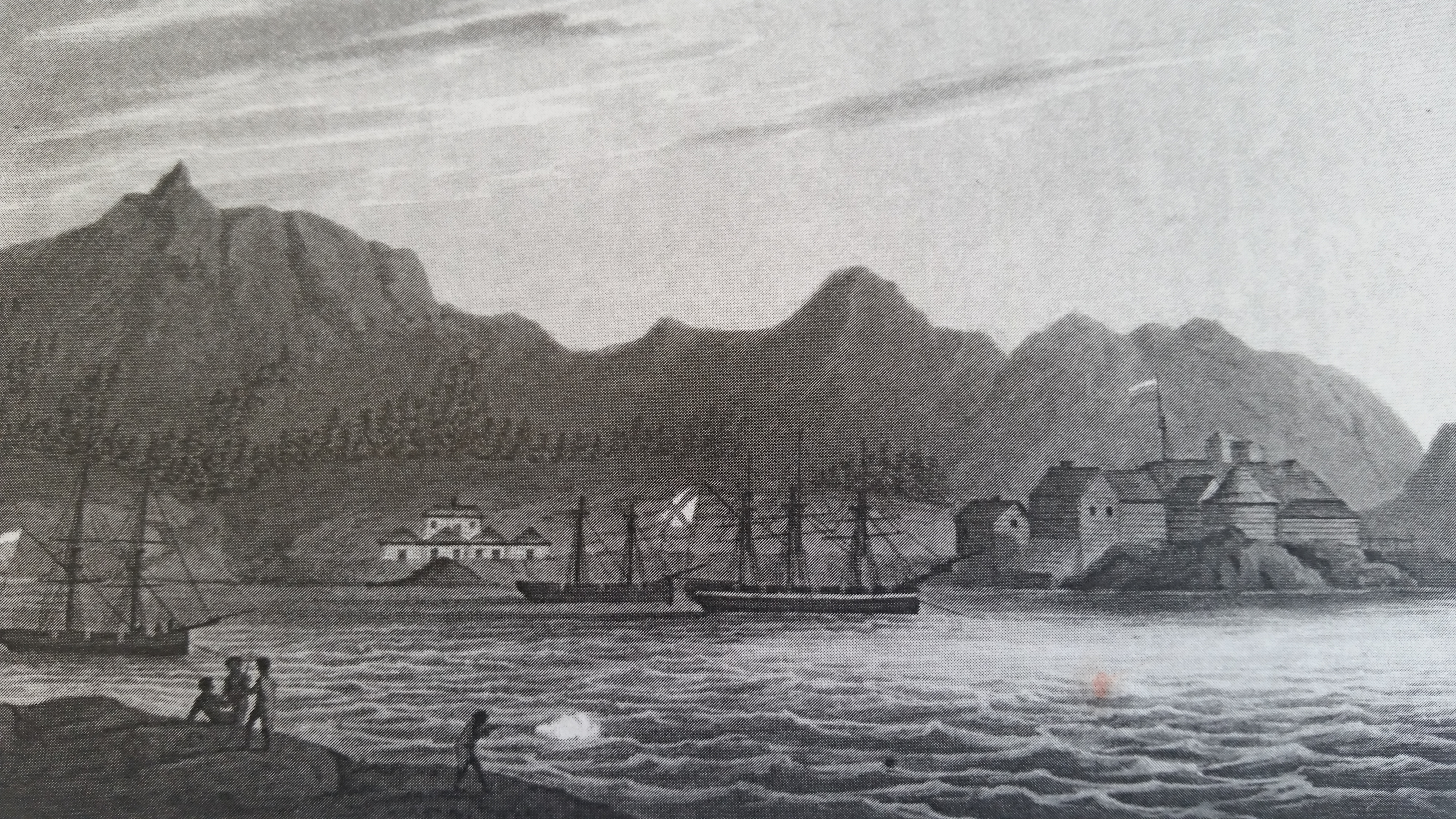
Novo-Arhanghelsk, 1805

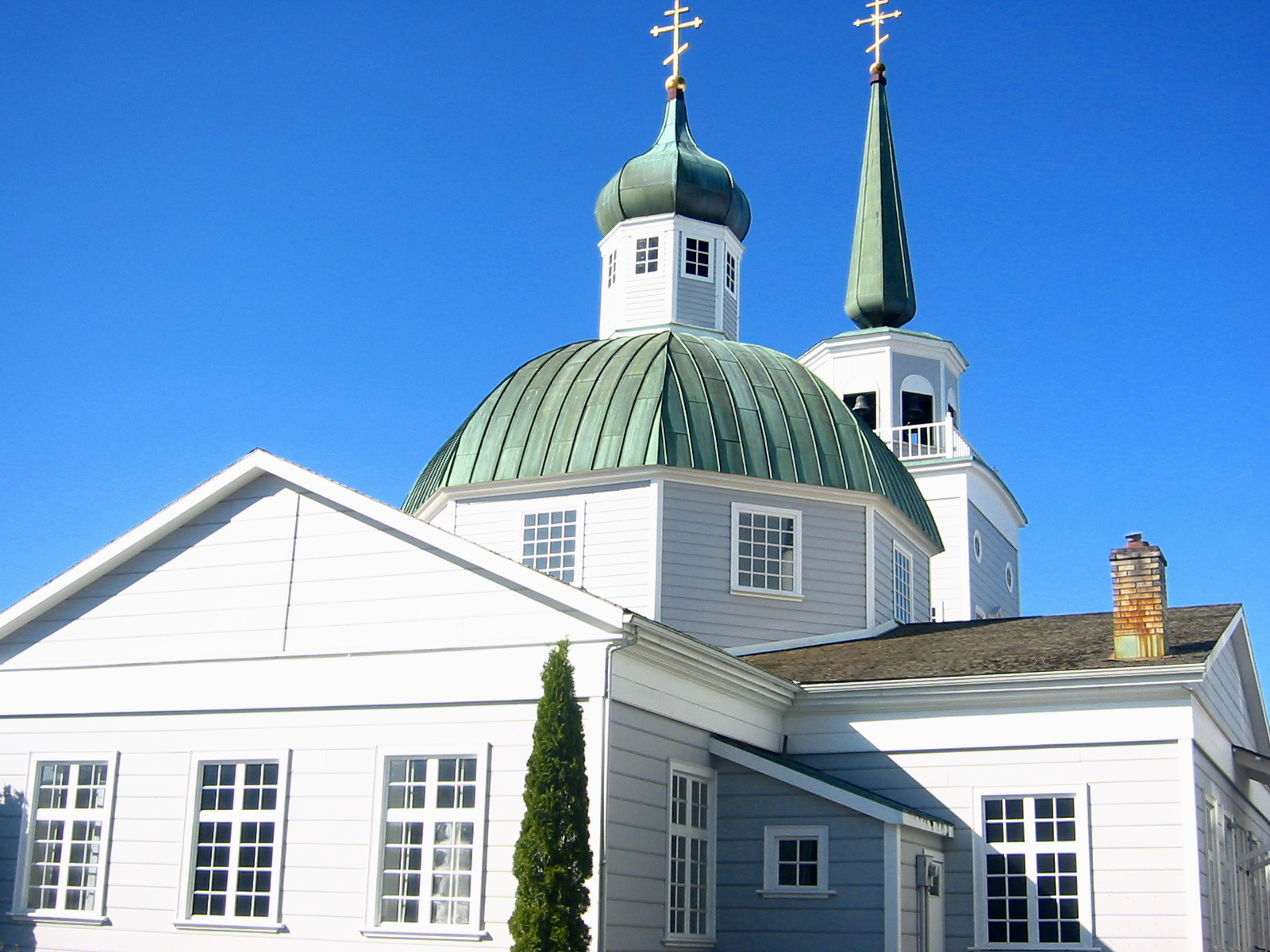
Catedrala ruso-ortodoxă a Arhanghelului Mihail din
Sitka

Exploratorii ruși s-au așezat în zona orașului Sitka în 1799. Au construit aici un fort pe care l-au numit „Arhanghelul Mihail” (rusă форт Архангела Михаила, Fort Arhanghela Mihaila). Primul guvernator al  Americii Ruse, Alexadr Baranov, a sosit aici ca manager al Companiei ruso-americane, o companie de comerț colonial împuternicită de țarul Pavel I. În iunie 1802, războinicii tlingit au distrus așezarea originală, ucigând pe mulți dintre ruși, doar puțini dintre aceștia din urmă reușind să se salveze.:37–39 Baranov a fost obligat să plătească o sumă de 10.000 ruble ca răscumpărare pentru reîntoarcerea în siguranță a coloniștilor ruși.
Baranov s-a reîntors în Sitka în august 1804 cu o forță navală formată din patru corăbii, în frunte cu Neva, comandată de Iuri Lisianski. Rușii au bombardat pe 20 august fortificațiile războinicilor tlingit, dar nu au reușit să provoace distrugeri importante. Asaltul terestru al rușilor a fost respins, dar bombardamentele navale au continuat. După încă două zile de bombardament, războinicii Tlingit au cerut armistițiul, iar pe 26 august au părăsit fortul.:44–49
După victoria lor din Bătălia de la Sitka, rușii au înființat așezarea " Novo-Arhanghelsk ", numită după orașul Arhanghelsk.  Această așezare permanentă a devenit cel mai mare oraș al regiunii. Tribul Tlingit au înființat un nou fort pe malul Strâmtorii Peril, prin care au dorit să forțeze un embargou asupra coloniei rușilor. În 1808, într-o perioadă în care Baranov era încă guvernator, Sitka a devenit capitala Americii Ruse. 
Episcopul Inochentie a sosit în Sitka după 1840. El era recunoscut pentru interesul pe care îl arăta învățământului, iar casa lui, care a fost folosită și ca școală, a fost restaurată ca parte a Sitka National Historical Park.
Prima Catedrală a Arhanghelului Mihail a fost ridicată în Sitka în 1848 și a devenit scaunului episcopului ortodox rus al Kamciatkăi, Insulelor Kurilel și Aleutine și a Alaskăi. Acest lăcaș de cult a fost distrus de un incendiu în 1966. Catedrala a fost reconstruită respectând planurile originale. 

Pentru Compania ruso-americană au lucrat, în afară de ruși, și suedezi, finlandezi și alți credincioși luterani, care au format la un moment dat o congregație luterană. Biserica luterană din Sitka a fost construită în 1840 și a fost prima biserică  protestantă de pe malul Pacificului. După trecerea teritoriului sub controlul american ca urmare a achiziționării acestuia de către SUA în 1867, influența altor religii protestante a crescut, iar Biserica episcopală Saint-Peter's-by-the-Sea Episcopal Church a fost consacrată în 1900 cu rangul de „Catedrală a Alaskăi”.

## Geografie
Muntele Edgecumbe este un stratovulcan adormit de circa 975 m altitudine, care se găsește pe insula Kruzof, poate fi văzut relativ clar într-o zi senină privind din Sitka.

### Zonele învecinate
- Hoonah-Angoon Census Area, Alaska - nord și nord-est
- Wrangell-Petersburg Census Area, Alaska - sud-est
- Golful Alaska - vest

## Demografie
| Anul recensământului | Populație |
| -------------------- | --------- |
| 1900                 | 1.100     |
| 1920                 | 1.200     |
| 1930                 | 1.100     |
| 1940                 | 2.000     |
| 1950                 | 2.000     |
| 1960                 | 3.200     |
| 1970                 | 3.400     |
| 1980                 | 7.800     |
| 1990                 | 8.600     |
| 2000                 | 8.835     |

## Educație

### Altele
Institutul Alaska State Trooper Academy, instituția de învățământ militar care pregătește toți membrii poliției statului Alaska, Alaska State Troopers (echivalentul polițiștilor din orașe combinat cu cel al șerifilor comitatelor din restul Statelor Unite), se găsește în Sitka.

## Atracții turistice
Printre multele atracții turistice se pot menționa.
Flora și fauna din Sitka, precum și din împrejurimile municipalității sunt foarte cunoscute printre iubitorii naturii. Călătoriile, croazierele și ascensiunile zilnice cu ghizi locali sunt printre cele mai solicitate activități turistice ale locului. Excursiile zilnice efectuate cu hidro-avioane sunt foarte solicitate datorită frumuseților copleșitoare ale naturii care se relevă prin zborul la joasă altitudine.

## Orașe înfrățite
- Nemuro, Japan